# Help (명령어)

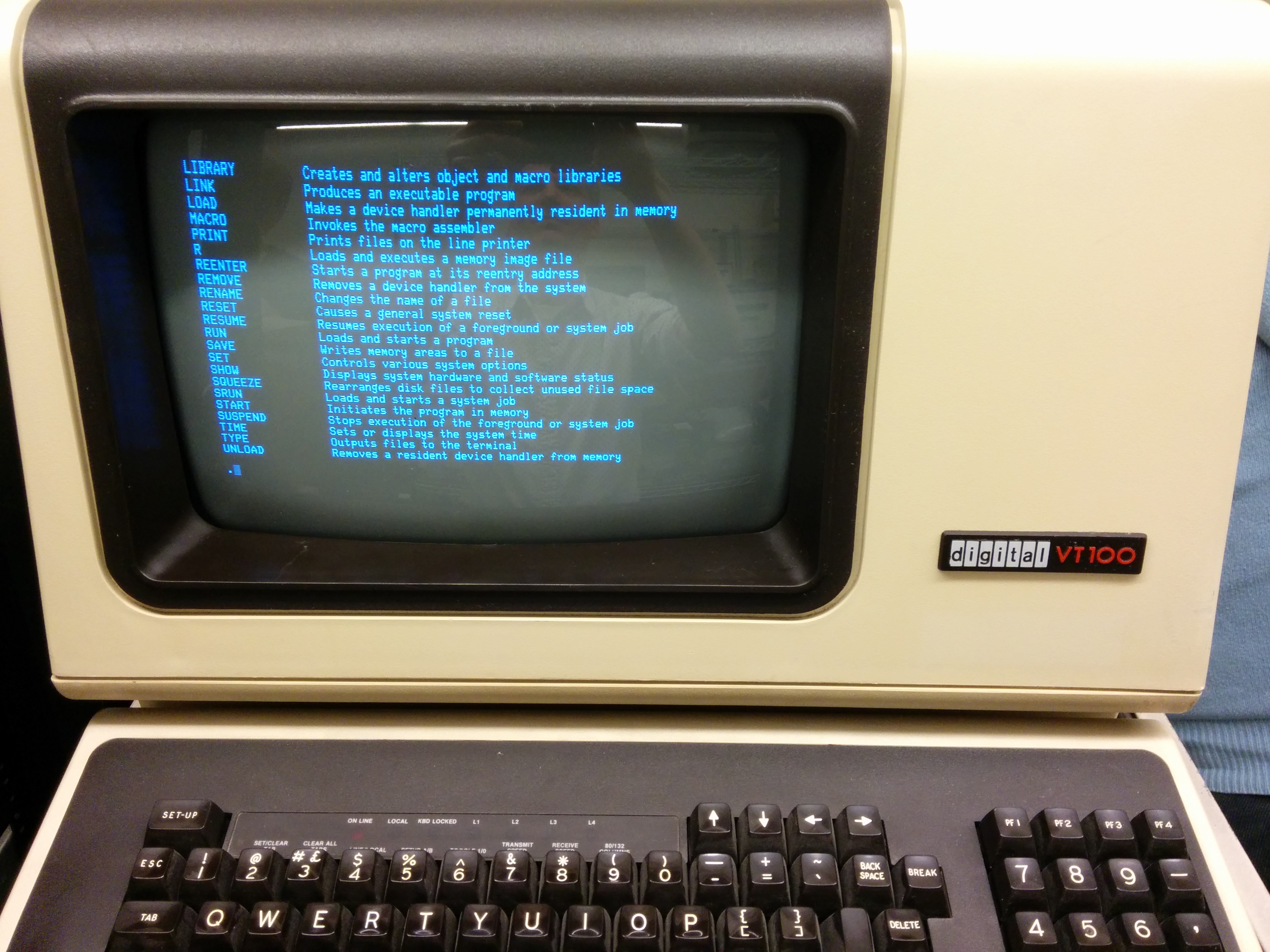
VT100에 표시된 RT-11SJ의 HELP 명령어 출력물의 끝부분

컴퓨팅에서 help는 COMMAND.COM, cmd.exe, 배시, 4DOS/4NT, 윈도우 파워셸, 싱귤래리티 셸, 파이썬, GNU 옥타브와 같은 다양한 명령 줄 셸에 내장된 명령어이다. 사용 가능한 명령과 쉘 환경에 대한 온라인 정보를 제공한다.

## 구현체
이 명령은 Multics, Heath Company HDOS, CP/M Plus, DOS, IBM OS/2, eComStation, ArcaOS, IBM i, Microsoft Windows, ReactOS, THEOS/OASIS, Zilog Z80-RIO, Microware OS-9, Stratus OpenVOS, HP MPE/iX, Motorola VERSAdos, KolibriOS 및 DEC RT-11, RSX-11, TOPS-10 및 TOPS-20 등의 운영 체제에서 사용할 수 있다. 또한 오픈 소스 MS-DOS 에뮬레이터 도스박스 및 EFI 셸에서도 사용할 수 있다.
유닉스에서 이 명령은 소스 코드 제어 시스템의 일부이며 SCCS 명령에 대한 도움말 정보를 출력한다.

## 같이 보기
- 도스 명령어 목록